# Glitch
Se även Glitch (musik).
En glitch är ett programvaru- eller maskinvarurelaterat problem som oavsiktligt uppträder i elektroniska system. Felet kommer sig av felaktigt eller bristfälligt utformad programvara eller maskinvara som ger upphov till felaktiga resultat eller signaler. Vanligen är själva problemet mycket tillfälligt och svårt att spåra, men konsekvensen förblir.
I digital elektronik kallas "glitch" ofta spänningsspik, som kan orsakas av strömrusning vid simultant ledande transistorer, och kan orsaka hasard, att logiken ger felaktigt resultat med funktionsstörningar. En störande, ofta svårfunnen spik på digital signal kan också kallas glitch. 
Ordet härstammar från det tyska ordet glitschen, "slinta".